# Mesolecanium inquilinum
Mesolecanium inquilinum är en insektsart som beskrevs av Morrison 1929. Mesolecanium inquilinum ingår i släktet Mesolecanium och familjen skålsköldlöss.
Artens utbredningsområde är Panama. Inga underarter finns listade i Catalogue of Life.